# Nõmme järv
Nõmme järv är en sjö i Estland.   Den ligger i landskapet Ida-Virumaa, i den östra delen av landet, 160 km öster om huvudstaden Tallinn. Nõmme järv ligger 53 meter över havet.  I omgivningarna runt Nõmme järv växer i huvudsak blandskog.